# Лойкзенбах
Лойкзенбах (нем. Leuchsenbach) — река в Германии, протекает по Верхней Франконии (земля Бавария). Речной индекс 241562. Площадь водосборного бассейна — 29,95 км². Длина реки 11,01 км. Высота истока 437 м. Высота устья 260 м.